# San Lazzaro (Treviso)
San Lazzaro è un sobborgo di Treviso.
Si tratta di una zona fortemente urbanizzata all'estremità meridionale del territorio comunale, caratterizzata per il transito del Terraglio (Strada statale 13 Pontebbana), della tangenziale di Treviso e della ferrovia Venezia-Udine. Le scarse aree rurali si trovano prevalentemente a sud della tangenziale, presso il confine con Dosson e Frescada.
È noto in quanto vi sorge il cimitero maggiore della città, aperto nel 1848.

## Storia
La località assunse importanza a partire dal 1213 quando, sul lato orientale del Terraglio, fu fondato un ospedale per la cura dei lebbrosi. Il lazzaretto fu per un periodo gestito dai minori osservanti (Carlo Agnoletti data al 1407 il loro insediamento), ma dopo la guerra della Lega di Cambrai si trasferirono entro le più sicure mura di Treviso.
All'epoca la zona a est della strada era pertinenza della regola di Sant'Antonino, mentre dall'altra parte si estendeva Sant'Angelo. L'istituzione dell'ospedale porto alla nascita di un piccolo nucleo abitato detto San Lazzaro della Girada che a lungo rivendicò la propria autonomia provocando numerose liti specialmente con Sant'Antonino.

## Monumenti e luoghi d'interesse

### Vecchia parrocchiale
Fu edificata nel XV secolo come cappella del lazzaretto, ma l'attuale edificio ha forme sei-settecentesche. Ha subito un restauro nel 2012.
La facciata, rivolta a ovest verso il Terraglio, ha linee semplici, ed è scandita da quattro paraste di ordine ionico, sulle quali si imposta una trabeazione con modanature sovrapposte. Il tutto è concluso dal timpano triangolare, al cui centro si apre un oculo circolare chiuso da un pannello in vetro.
Gli interni presentano un'unica navata, con controsoffitto a finta volta a schifo.

### Nuova parrocchiale
Venne innalzata tra il 1979 e il 1982, anno della consacrazione, anche se alcuni lavori si protrassero negli anni seguenti. La costruzione fu necessaria a causa dell'espansione urbana del quartiere, che aveva reso insufficienti gli spazi della vecchia chiesa. Posta subito a nord di quest'ultima, si trova però in posizione più arretrata, lasciando maggiore spazio al sagrato e a un'area verde (oggi divenuta parcheggio).
Costituito da calcestruzzo armato, ha pianta quadrata. La copertura è costituita da due falde trasversali all'orientamento della chiesa, sicché la falda esposta a ovest scende verso l'ingresso. Quest'ultimo si trova più arretrato rispetto al filo della facciata ed è introdotto da un grande porticato con copertura piana, su cui si staglia una croce in calcestruzzo. Gli interni sono invece strutturati secondo l'organizzazione tradizionale, a navata unica e con i banchi in due file rivolti verso l'altare. La luce entra attraverso degli stretti fori verticali sulle pareti laterali del volume di copertura, rivolte a nord e a sud, mentre una vetrata colorata permette l'illuminazione dell'altare maggiore e del fonte battesimale.

## Sport
A sud della tangenziale si trova la Ghirada, il quartiere in cui si concentra la gran parte degli impianti sportivi di Treviso. Nel 1982, infatti, il gruppo Benetton vi fondò la cosiddetta "Città dello Sport" che comprende palestre, piscine, campi da golf, rugby, tennis, pallavolo, basket. Qui si allenavano anche le principali squadre della città, come il Volley Treviso, il Benetton Rugby e la Benetton Basket. Del polo, che si estende per circa 22 ettari, fanno parte anche altri centri come il PalaVerde di Villorba e il Golf Club di Asolo.
Il nome deriva dal veneto girada, cioè "girata", "svolta" poiché questa era una zona paludosa e impraticabile, in cui i passanti, giuntivi al limitare, erano costretti a girare o svoltare, cioè a tornare indietro.